# Historia del uniforme del Danubio Fútbol Club
La historia del uniforme del Danubio Fútbol Club comienza para el Danubio Fútbol Club a partir de 1932.

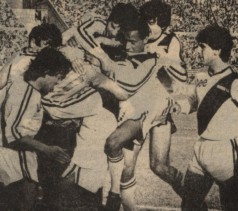
Plantel de Danubio en 1983.

## Fundación y colores

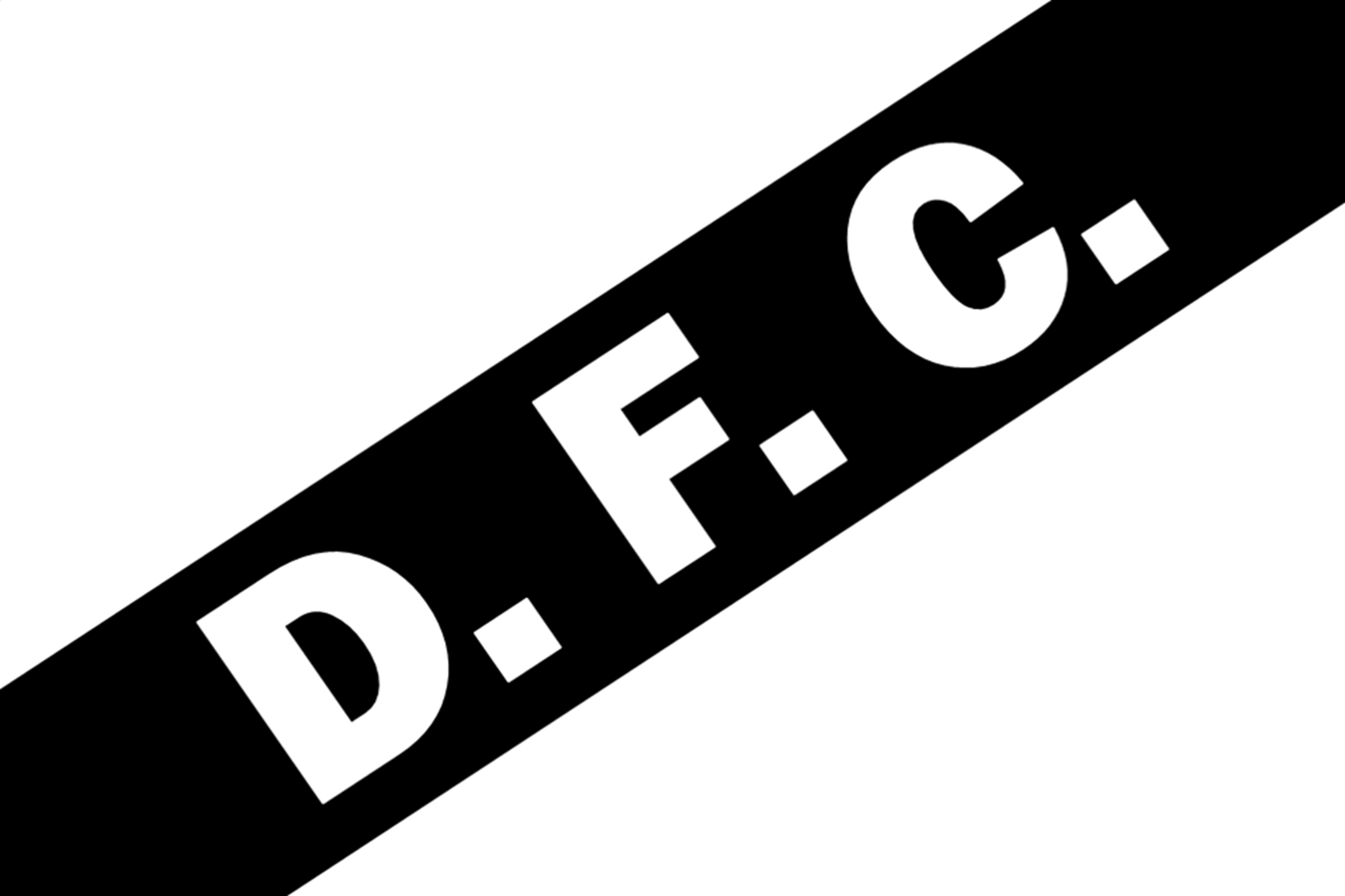
Bandera del club.

A comienzos de la década de 1930, la Curva de Maroñas era aún una zona semirrural, aledaña a Montevideo, que tenía escasas calles pavimentadas de hormigón. En ese marco, un grupo de niños que concurría a la Escuela Pública “República de Nicaragua”, la única que había en la zona por aquellos años, quisieron tener su propio equipo de fútbol. Conformado el equipo, se resuelve adoptar el nombre de “Tigre”. Sin posibilidad de indumentaria adecuada, cada jugador se procuró una camisa blanca, a la cual Doña María Mincheff de Lazaroff le cosió un detalle negro a la altura del corazón. El debut, ante el equipo de niños de la Plaza de Deportes de La Unión resultó con una derrota por 1 a 0 pero no se amedrentaron y comenzaron a planear la revancha.
El reinicio del año escolar, el 1 de marzo de 1932, quedó para siempre como simbólica fecha de fundación. Decidieron que había que conseguir camisetas y bautizar nuevamente al equipo: para financiar las camisetas realizaron una rifa y los colores fueron a proposición de Alcides Olivera, quien adquirió 10 números de aquella rifa con la única condición que las casacas fueran a rayas verticales blancas y negras, tal como la camiseta del Montevideo Wanderers, el campeón uruguayo de 1931. Mientras que el nombre fue finalmente sugerido por la madre de los Lazaroff, de origen búlgaro, quien quiso homenajear al río que baña su patria natal. En 1933, se tomaron revancha ante la Plaza de Deportes de La Unión y vencieron 2:0.

## Uniforme titular
Cuando el equipo fue bautizado como Tigre, la primera camiseta, surgió gracias al aporte de cada jugador de una camisa blanca, a la cual doña María (madre de los Lazaroff) le cosió un detalle negro a la altura del corazón. Al refundar el equipo (Danubio) se debió financiar la indumentaria realizando una rifa. Alcides Olivera, hermano mayor de dos de los fundadores, adquirió 10 números, con la condición de que las camisetas fueran idénticas a las de Wanderers. Fue así que, la primera camiseta oficial de Danubio fue a rayas verticales blancas y negras como la de los bohemios, y la cambió, por primera vez, en 1936 en el torneo de la Liga Parque Rodó, pues el club organizador del campeonato así lo exigió. Sin querer cambiar los colores, se optó por el diseño de la camiseta blanca con la diagonal negra.
Finalizado este torneo, Danubio volvió a usar la camiseta anterior, la cual utilizó hasta antes de comenzar la rueda final del campeonato uruguayo de la divisional Extra de 1942, cuando se adoptó definitivamente el diseño de la actual. Danubio, desde aquel año utiliza la clásica camiseta blanca con franja negra transversal que nace del hombro izquierdo, salvo algunos años en que la banda fue cambiada de hombro (no se sabe la razón). La era de las marcas deportivas se inicia 1982, cuando la fábrica de ropa “Lee” comienza a vestir los planteles danubianos, con un destaque importante de la marca en la casaca, vínculo que dura por más de diez años. Recién en el año 1994, surgen dos novedades importantes, se cambia la marca que pasa a ser la argentina “Nanque” y aparece por primera vez como un verdadero patrocinador la empresa de repuestos “Cymaco”, con la novedad que el diseño de la casaca suprime la franja en la espalda.

### Evolución
| Tigre 1932 | 1932-1935 1936-1942 | 1936 1942-actualidad | 1964, 1965, 1967 | 2011-14 | 2014-15 | 2016 | 2017 | 2018 | 2019-21 | 2021-Actual |

## Uniforme alternativo
Cuando surgió la necesidad de tener camiseta de alternativa, Danubio optó por una camiseta que es absolutamente inversa a la original (negra con franja blanca), la cual es reconocida como la clásica camiseta de alternativa del club. A partir de 2005, el club fue exigido a presentar una tercera camiseta para enfrentar a equipos albinegros tales como el propio Wanderers o Miramar Misiones. Entonces, apareció una camiseta verde con franja blanca. Esta camiseta fue abandonada por cuestión de cábala, ya que se la consideró de mala suerte (fueron malos los resultados con esta vestimenta). Allí surgió la roja con banda blanca como tercer uniforme. En 2012 Danubió homenajeó a la selección uruguaya con una camiseta celeste. En 2014, la empresa Umbro introdujo una camiseta negra con franja gris como primer alternativa, y una roja con banda negra como segunda alternativa.

### Evolución
| Segunda tradicional | Segunda 1963-65 | Segunda 1996 | Segunda 1996-97 | Tercera 2005-07 | Tercera 2008-2011 | Segunda 2011-14 | Tercera 2011-14 | Segunda 2014-15 | Tercera 2014-15 |

| Segunda 2016 | Tercera 2016 | Segunda 2017 | Tercera 2017 | Segunda 2018 | Tercera 2018 | Segunda 2019-21 | Tercera 2019-21 | Segunda 2021-Actual | Tercera 2021-Actual |

## Proveedores y patrocinadores
| Período       | Logo    | Proveedor  |
| ------------- | ------- | ---------- |
| 1932-1982     | Ninguno | Ninguno    |
| 1982-1993     |         | Lee        |
| 1994-1996     |         | Nanque     |
| 1996-1998     |         | Ennerre    |
| 1998-2000     |         | Diadora    |
| 2000-2004     |         | Ennerre    |
| 2005          |         | Clas'Sport |
| 2006-2007     |         | Podium     |
| 2008-2009     |         | MGR Sport  |
| 2009-2010     |         | Joma       |
| 2010-2011     |         | MGR Sport  |
| 2011-2014     |         | Mass       |
| 2014-2017     |         | Umbro      |
| 2018-2021     |         | Luanvi     |
| 2021-2022     |         | Umbro      |
| 2022-2025     |         | MGR Sport  |
| 2025-Presente |         | Tiffosi    |

| Período       | Patrocinador                        |
| ------------- | ----------------------------------- |
| 1932-1993     | Ninguno                             |
| 1994-1996     | Cymaco                              |
| 1996-1998     | Bril                                |
| 2000-2004     | Ta-Ta                               |
| 2005-2009     | Ricard                              |
| 2008          | betboo.com (Copa Libertadores 2008) |
| 2009-2011     | Zanella                             |
| 2011-2014     | Asociación Española                 |
| 2015          | BumBet (Copa Libertadores 2015)     |
| 2017          | 24win.com (Copa Sudamericana 2017)  |
| 2018          | Dukita                              |
| 2021-2022     | Fucerep                             |
| 2025-Presente | CUTCSA                              |

| Período       | Patrocinador                                                        |
| ------------- | ------------------------------------------------------------------- |
| 2005-2009     | Agencia Central                                                     |
| 2009-2014     | Antel Nativa                                                        |
| 2014-2015     | Antel EGA Maroñas Entertainment Salgado                             |
| 2016-2017     | Asociación Española Rutas del Plata Redpagos Antel                  |
| 2017          | Antel Sinteplast Brackets Redpagos Asociación Española              |
| 2018          | Antel Sinteplast Rutas del Plata Planet Travel Asociación Española  |
| 2019-2021     | Antel EGA Rutas del Plata Asociación Española                       |
| 2021-presente | Antel EGA Rutas del Plata Asociación Española Montevideo COMM Olmos |